# Sphenomorphus malayanum
Sphenomorphus malayanum là một loài thằn lằn trong họ Scincidae. Loài này được Doria mô tả khoa học đầu tiên năm 1888.